# Track Top-40
Track Top-40 là một bảng xếp hạng âm nhạc top 40 của Đan Mạch. Nó được cập nhật hàng tuần vào mỗi thứ năm, lúc nửa đêm tại hitlisten.nu.
Bảng xếp hạng gồm 40 track bán chạy nhất, tính cùng trong một lần cả về số lượng đĩa download và số lượng đĩa CD hoặc vinyl bán được. Dữ liệu được thu thập bởi Nielsen Music Control, thuộc IFPI (International Federation of the Phonographic Industry).
Bảng xếp hạng được thành lập ngày 1 tháng 11 năm 2007 khi nó thay thế Single Top-20 và Download Top 20.
Michael Jackson là nghệ sĩ giữ kỉ lục về số lượng bài hát có trên bảng xếp hạng trong 1 tuần. Vào tuần 28 của năm 2009, đã có 15 đĩa đơn của Michael Jackson trên bảng xếp hạng. Hơn nữa anh cũng là đồng sáng tác của "We Are the World" cùng Lionel Richie, ca khúc có mặt ở #18 trong tuần đó. Như vậy tổng cộng anh có 16 đĩa đơn trên bảng xếp hạng. Tuy có nhiều ca khúc như vậy nhưng không bài nào trong chúng đạt vị trí quán quân.